# بلاكفوت سو (فريق روك)
بلاكفوت سو (بالإنجليزية: Blackfoot Sue)‏ فريق بوب / روك بريطاني، تشكل في عام 1970 من الأخوين التوأم توم وديفيد فارمر وإدي جولجا. أصدر أغنية واحدة في أغسطس 1972، «واقفا في الطريق Standing in the Road» وصعدت إلى المركز الرابع على قائمة أفضل الأغاني الفردية في المملكة المتحدة. تسبب عدم تحقيق المزيد من النجاح الملموس في وصفهم بأنهم من عجائب الفرق ذات النجاح الواحد، ومع ذلك، لديهم أغنية آخرى ظهرت على قائمة الأغاني الفردية في المملكة المتحدة. وصلت أغنيتهم «غني ولا تتحدث Sing Don't Speak» إلى المركز 36 في ديسمبر 1972، وفي نوفمبر 1972، ظهروا في البرنامج التلفزيوني الألماني، ديسكو. ظهر المزيد من أغانيهم غير الناجحة حتى تفكك الفريق عام 1977.

## أعضاء الفريق
- توم فارمر (مواليد 2 مارس 1952، برمنغهام، إنجلترا) جيتار باس ولوحات مفاتيح وغناء.[5]
- ديف فارمر (مواليد 2 مارس 1952، برمنغهام، إنجلترا) طبول.[6]
- إيدي جولجا (مواليد 4 سبتمبر 1951، برمنغهام، إنجلترا) جيتار، ولوحات المفاتيح.[7]
- آلان جونز (مواليد 5 يناير 1950، برمنغهام، إنجلترا) جيتار، وغناء.[8]

## وصلات خارجية
- Official website